# کراستیلتسی
کراستیلتسی (به بلغاری: Krastiltsi) یک منطقهٔ مسکونی در بلغارستان است که در ساندانسکی واقع شده‌است.